# أسعد محمد عبده
أسعد محمد عبده المقطري (24 مايو 1972) لاعب كرة قدم يمني،  لعب لصالح نادي الطليعة بتعز في مركز رأس الحربة، وقد شارك مع نادي الطليعة كلاعب أساسي ضمن تشكيلة الفريق لأكثر من 15 سنة، ويرتدي القميص رقم 16، كما أنه شارك مع المنتخب اليمني من عام 1994م وحتى عام 1998م، وأيضا شارك مع نادي الرشيد بتعز لمدة سنتين من عام 2003م حتى 2005م، وكمساعد مدرب حتى 2007م.

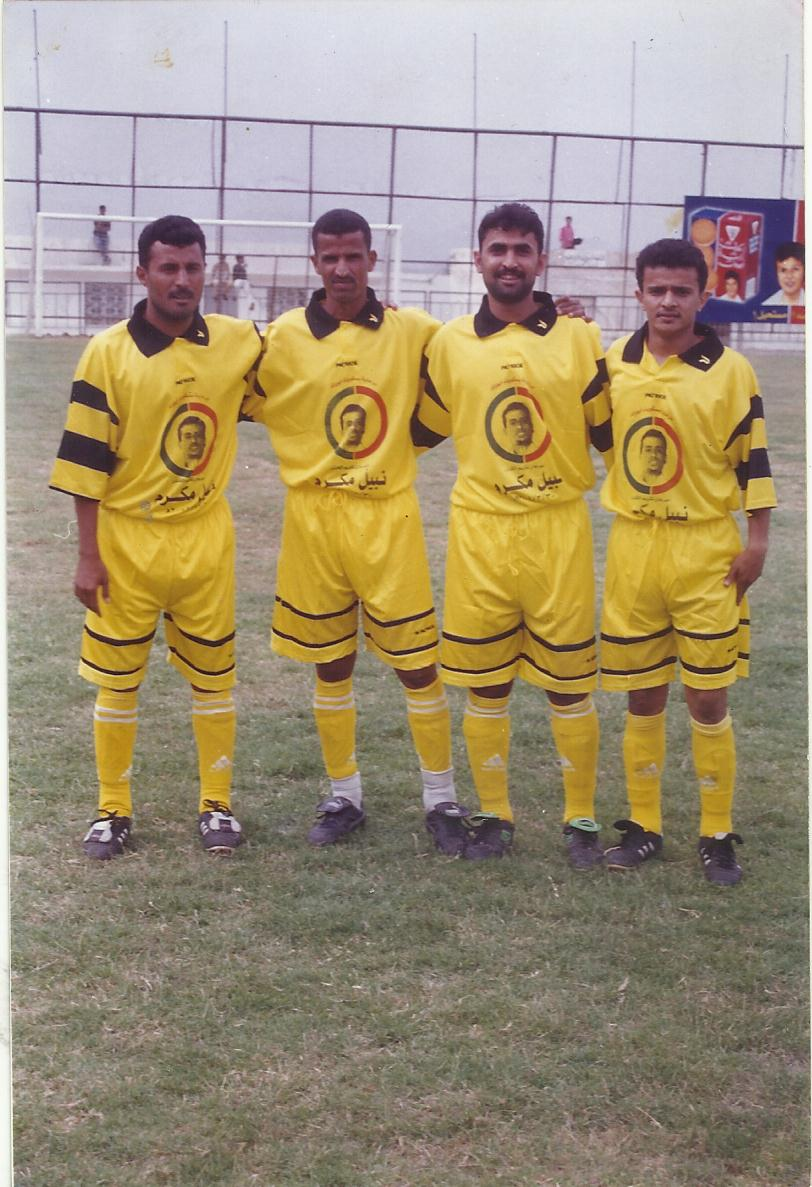
أسعد محمد عبده

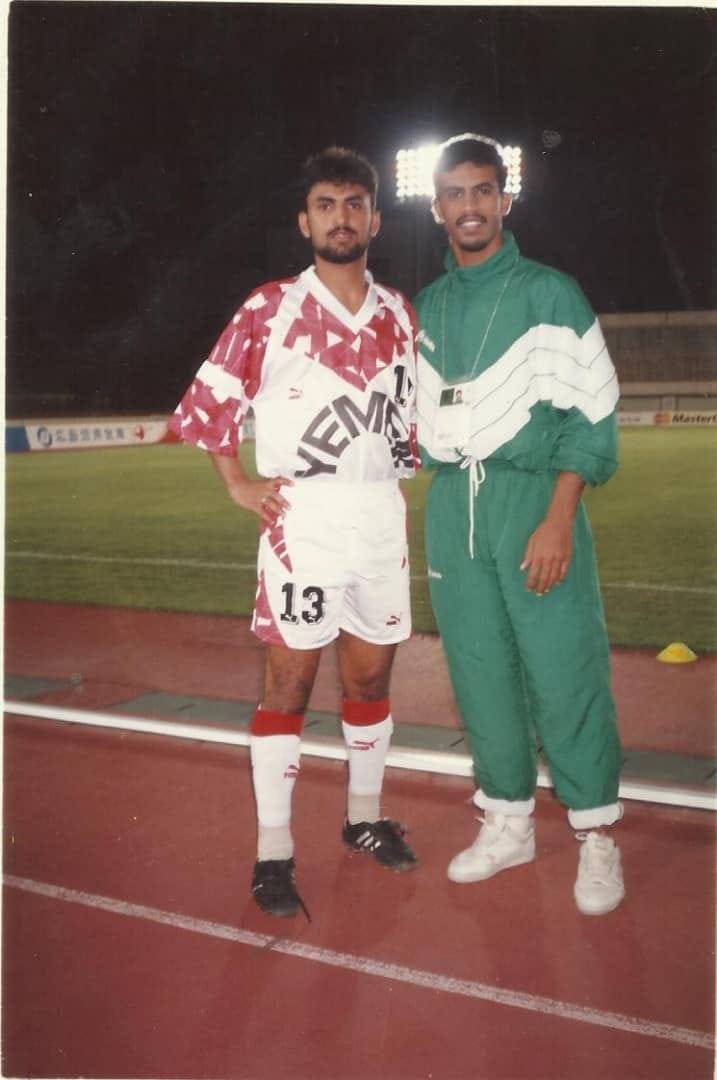
الكابتن اسعد المقطري مع الكابتن خالد عفارة في قطر

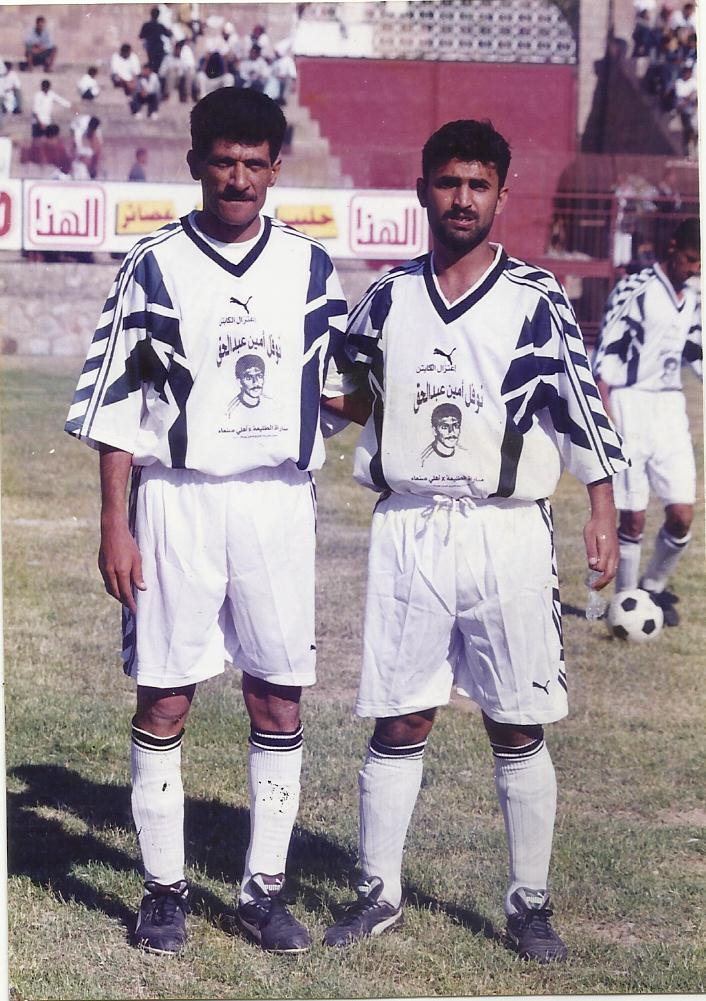
اسعد محمد عبده مع الكابتن نوفل أمين في تعز

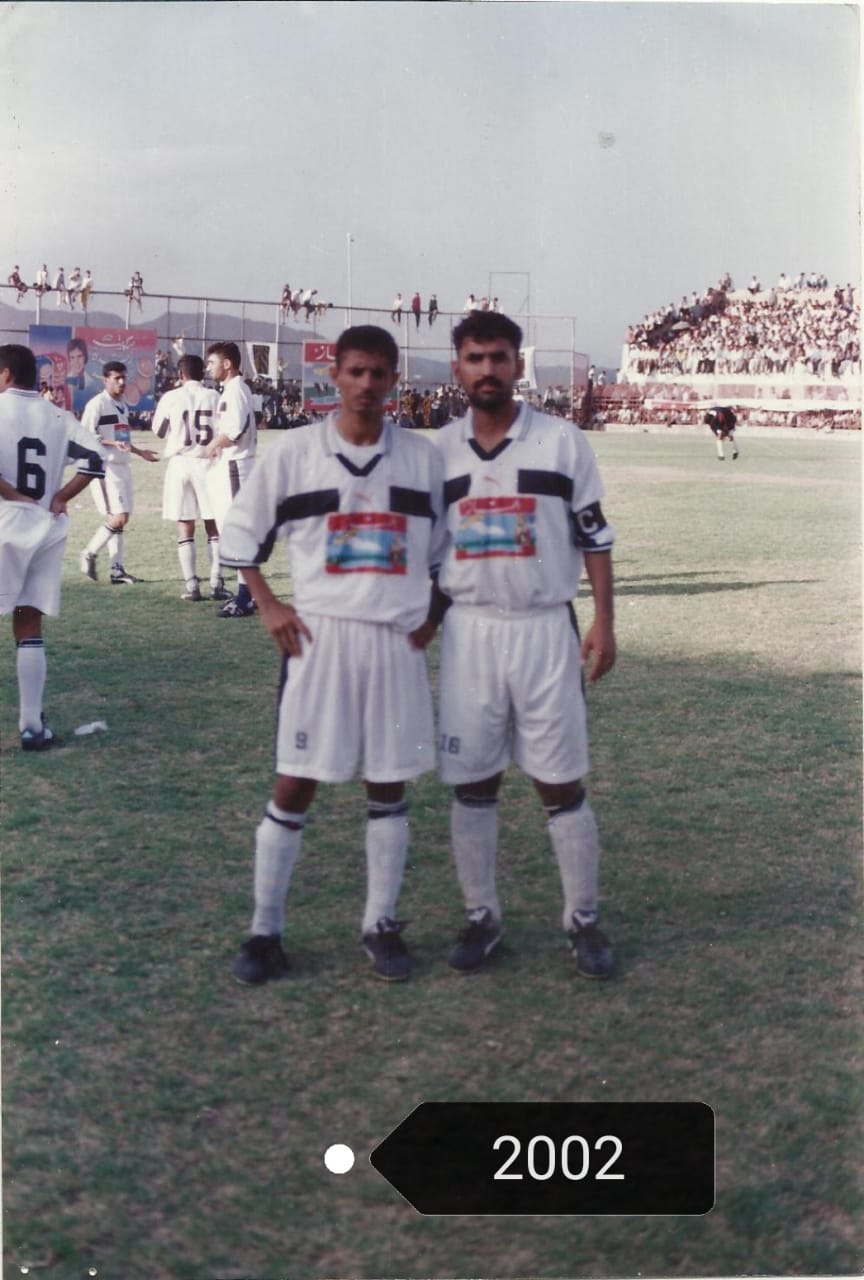
الكابتن اسعد مع اللاعب عصام في مباراة المربع الذهبي

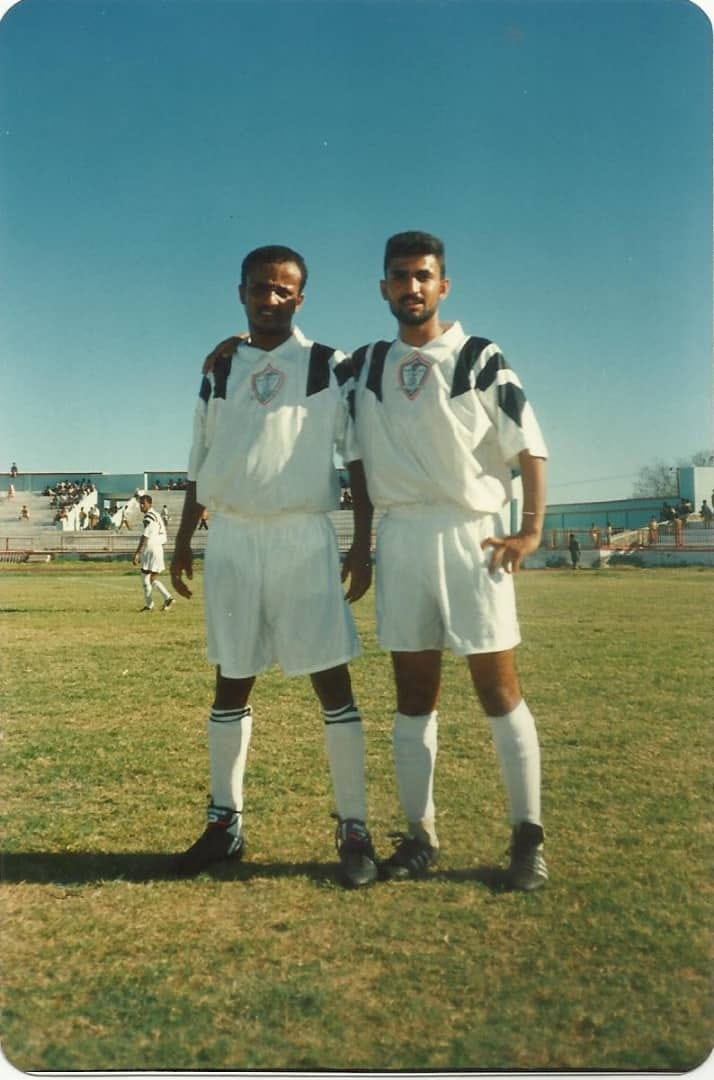
الكابتن اسعد محمد عبده مع اللاعب توفيق في احدى مباريات الدوري العام

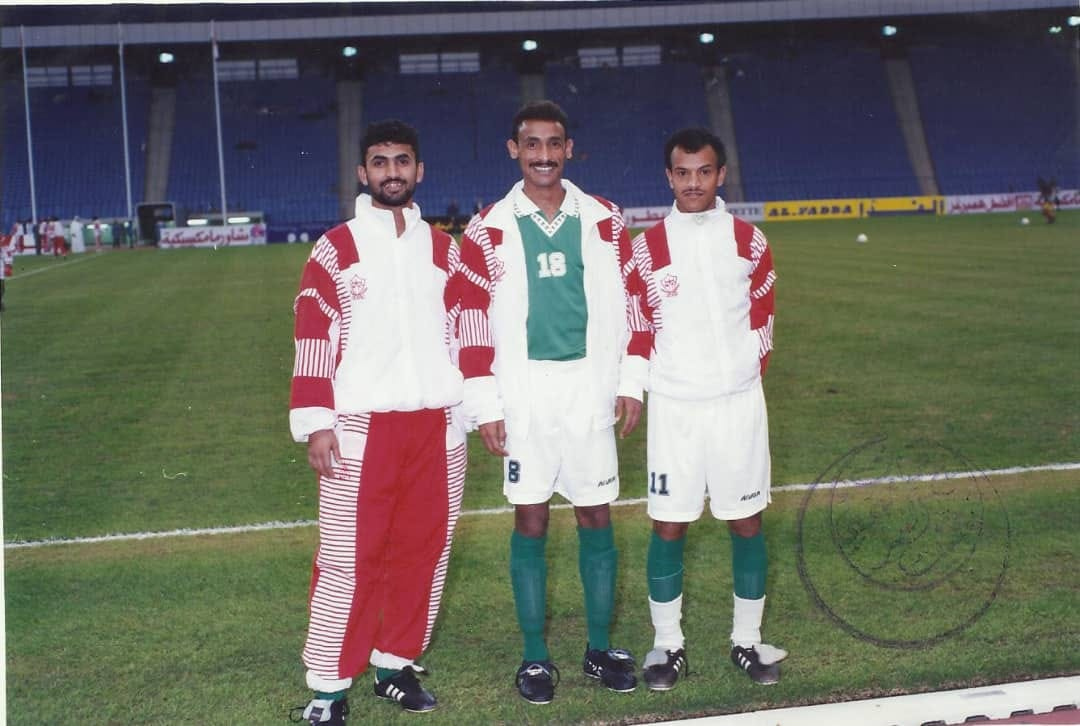
الكابتن أسعد محمد عبده واللاعب عمر عبد الحفيظ واللاعب عبدالرحمن الجلال

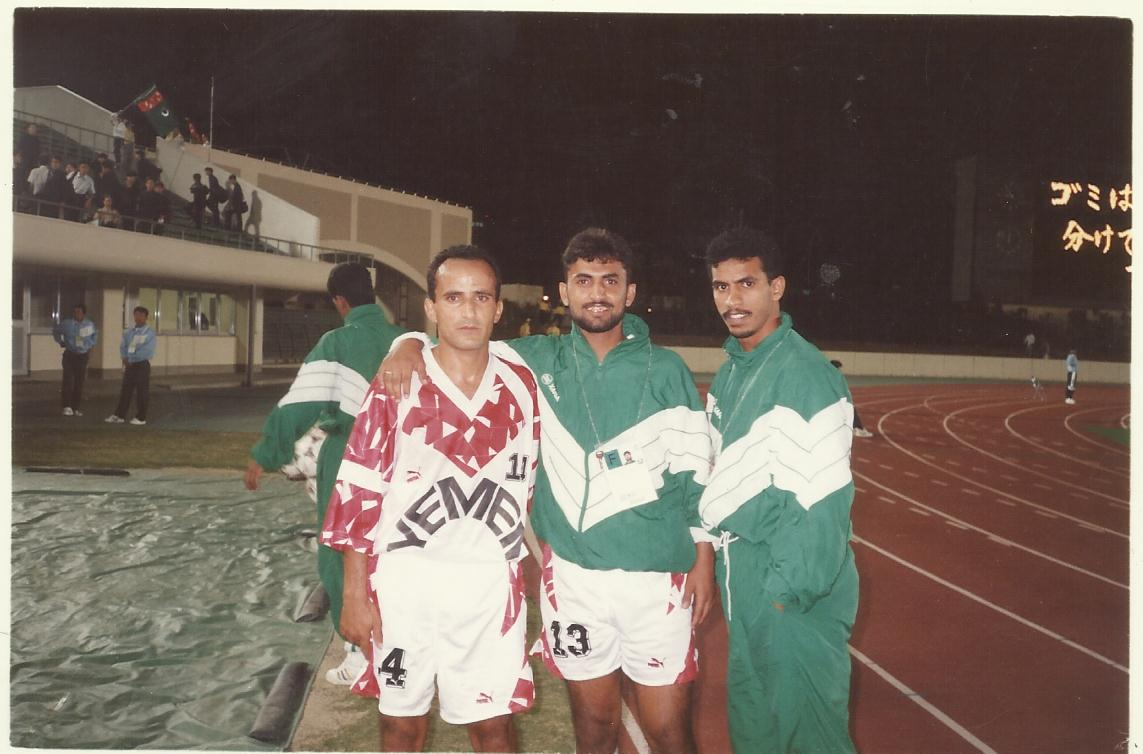
بطولة الألعاب الآسوية في اليابان

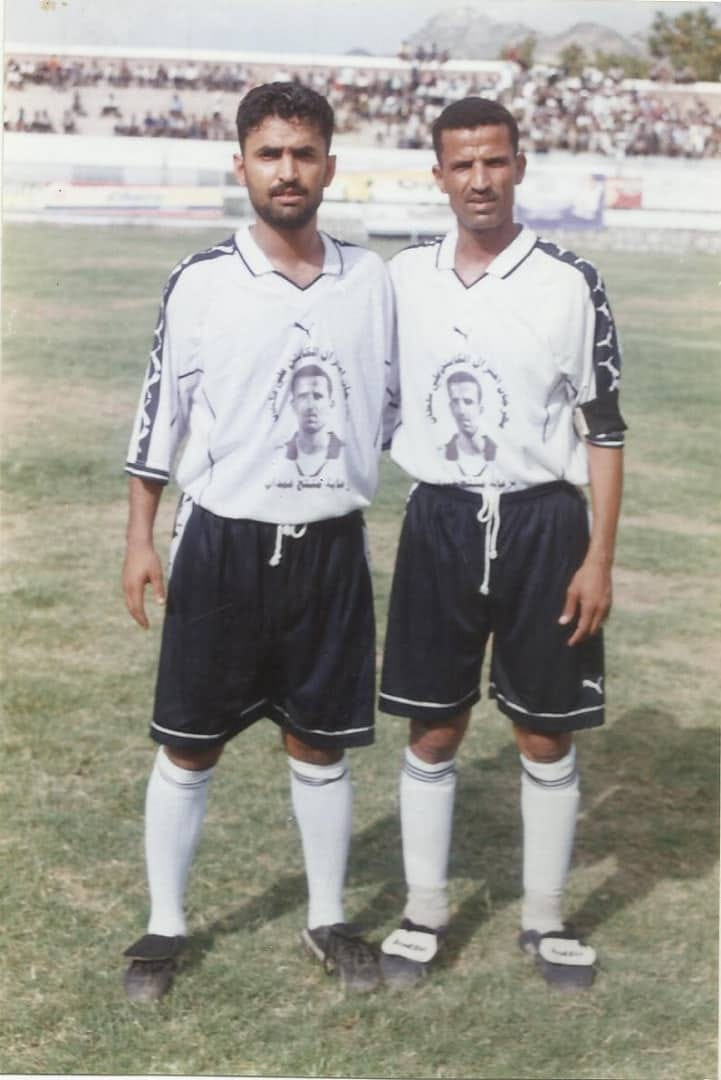
اسعد المقطري والكابتن علي سلطان في يوم اعتزاله

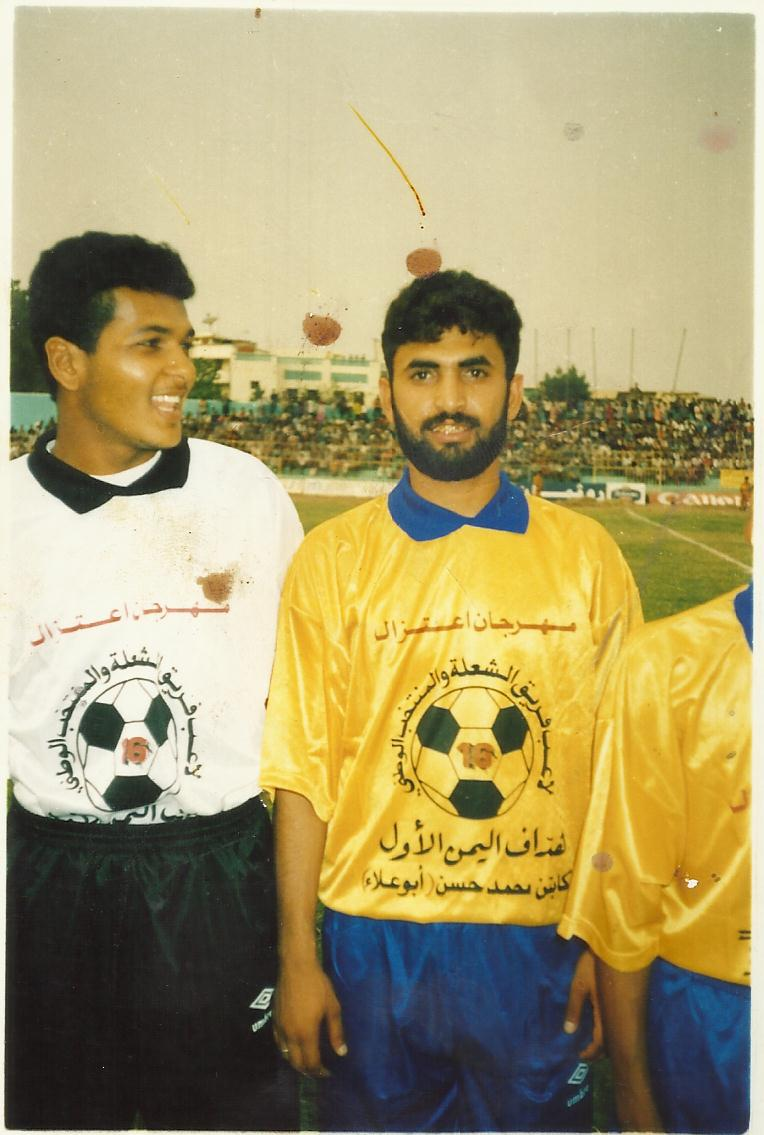
لحظة اعتزال الكابتن محمد حسن أبو علاء

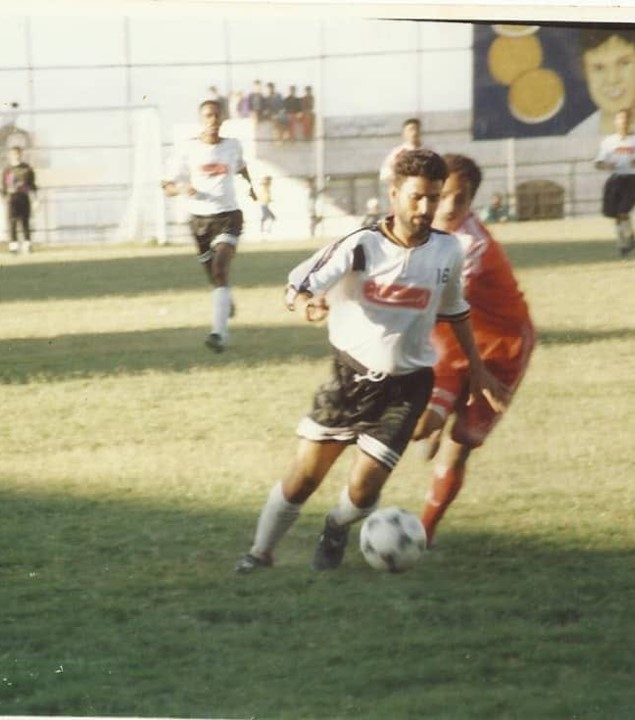
اسعد محمد عبده المقطري

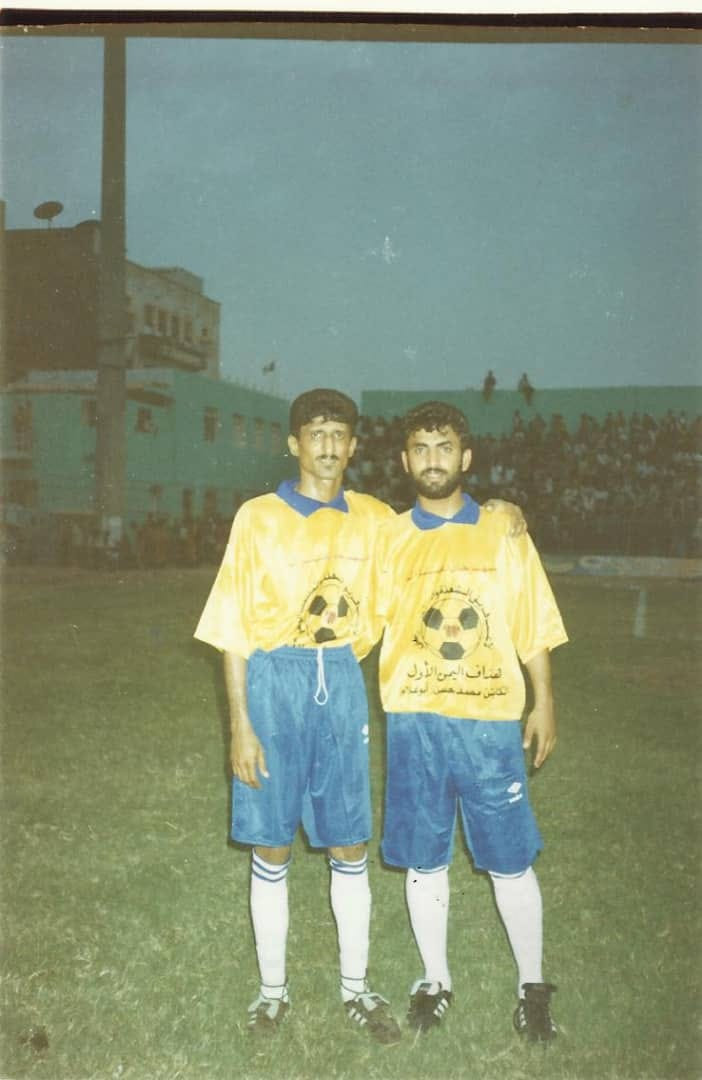
الكابتن اسعد محمد عبده مع الكابتن وجدان شاذلي

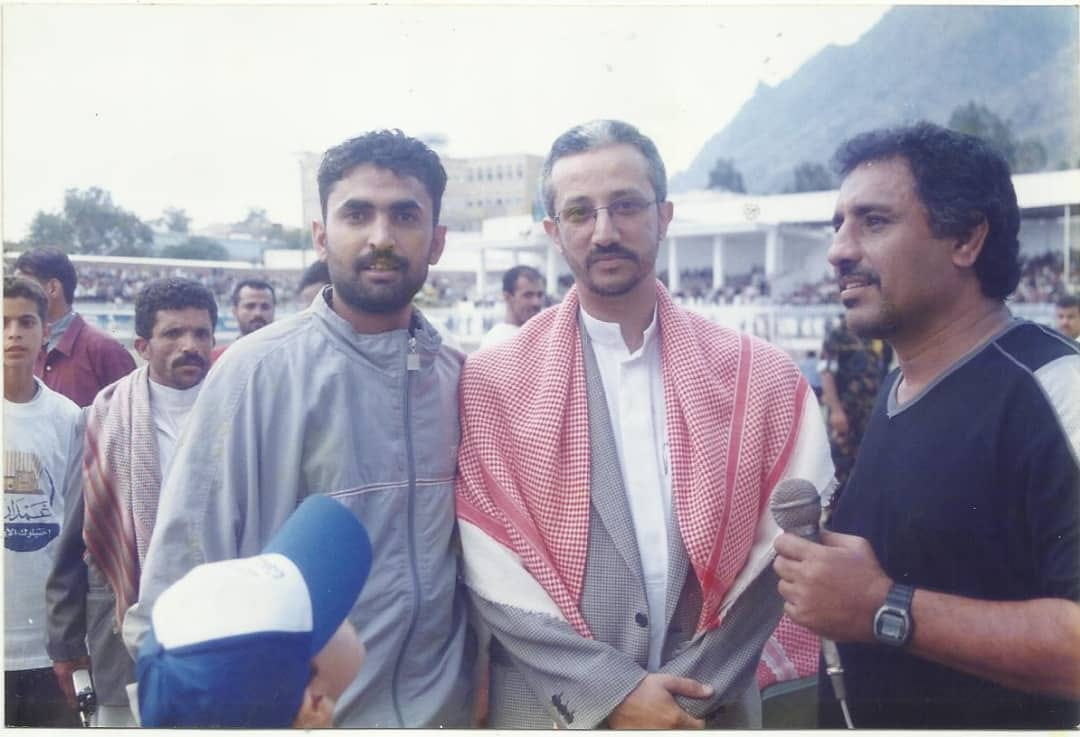
صورة للكابتن اسعد مع رجل الاعمال شوقي احمد هائل في مدينة تعز

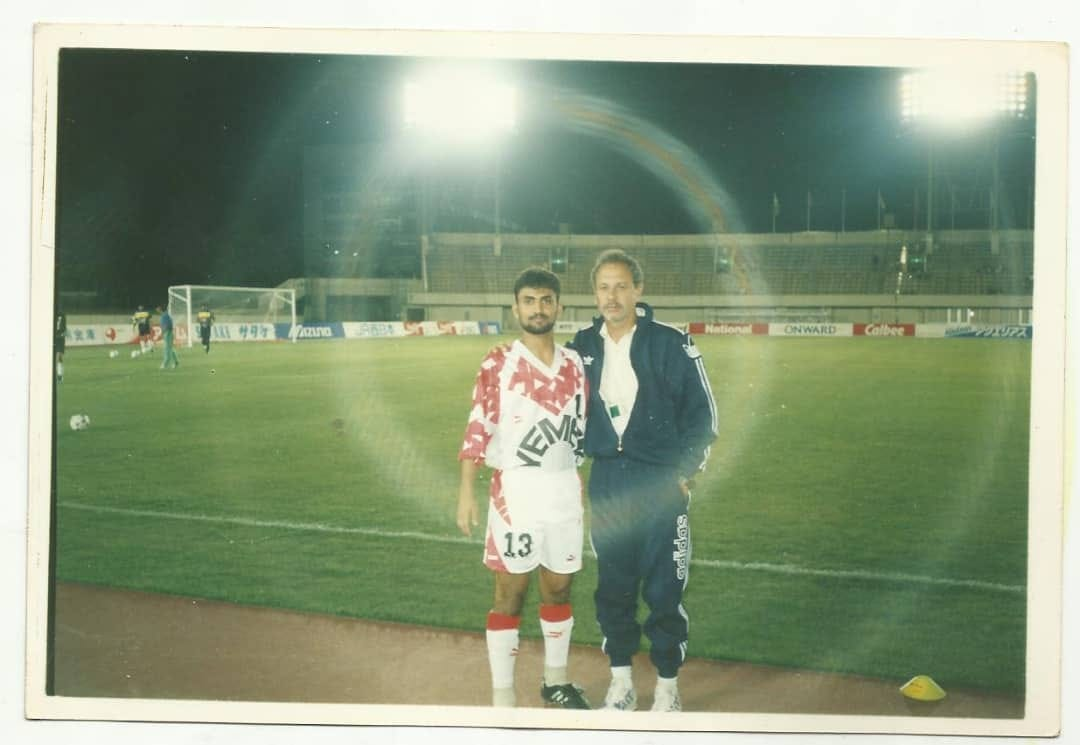
الكابتن اسعد مع مدرب المتخب اليمني

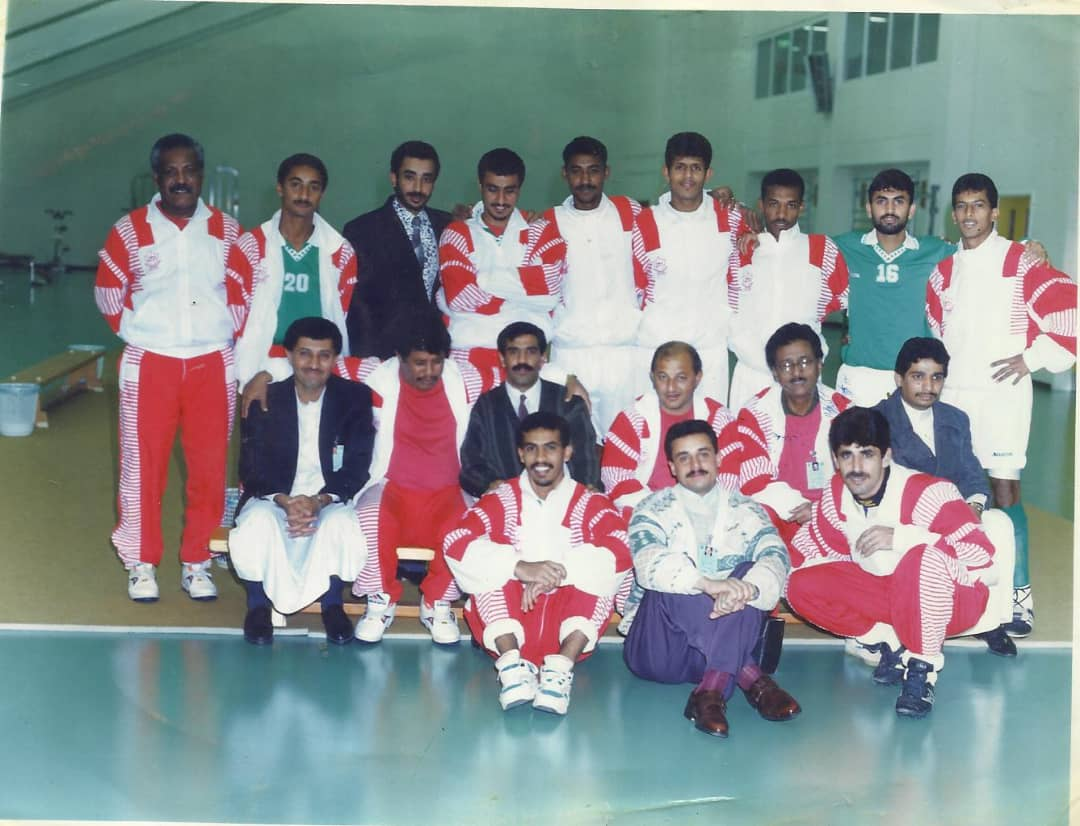
الكابتن أسعد مع مجموعة من لاعبين وفيني واداريي المنتخب اليمني

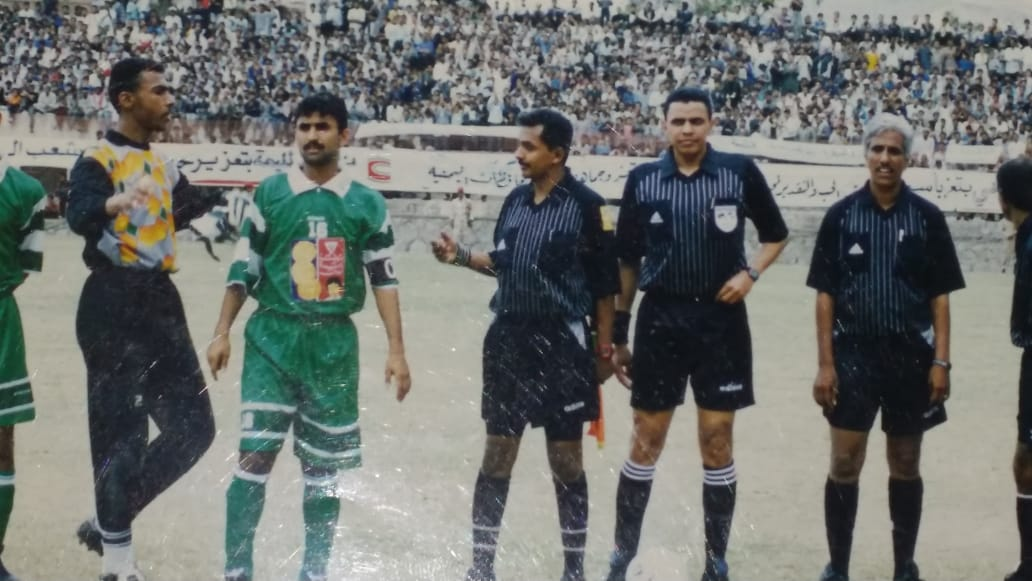
اسعد محمد عبده في لحظة القرعة بين كابتنة الفريقين في ملعب الشهداء

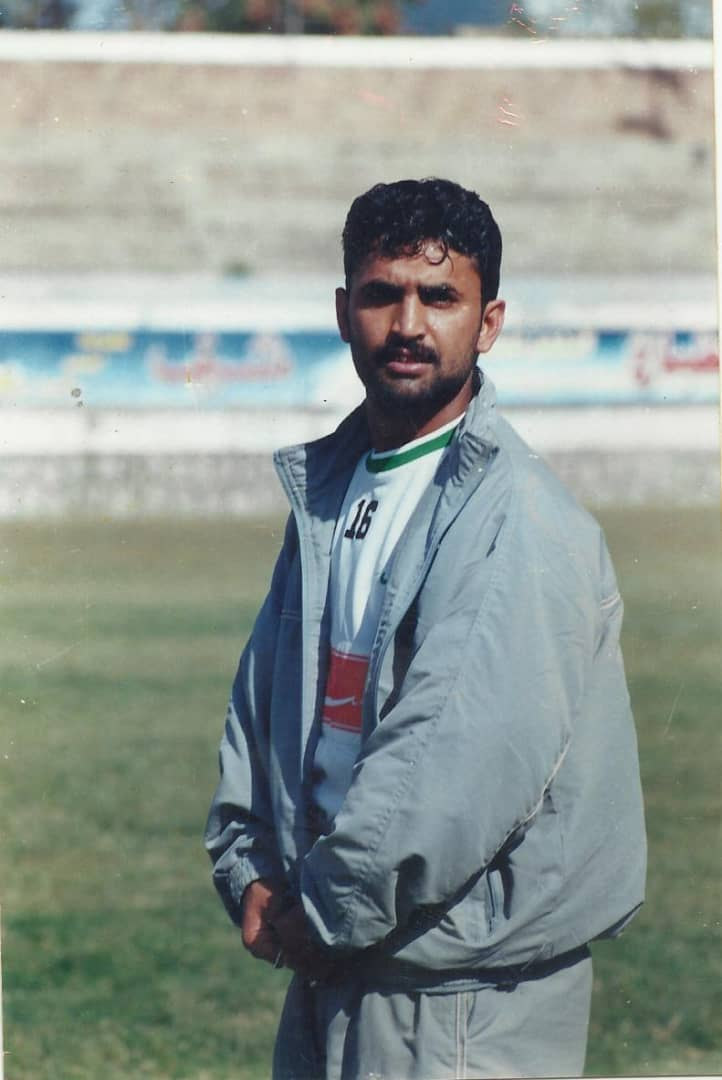
الكابتن اسعد محمد عبده قبل مباراته ضد اهلي صناء

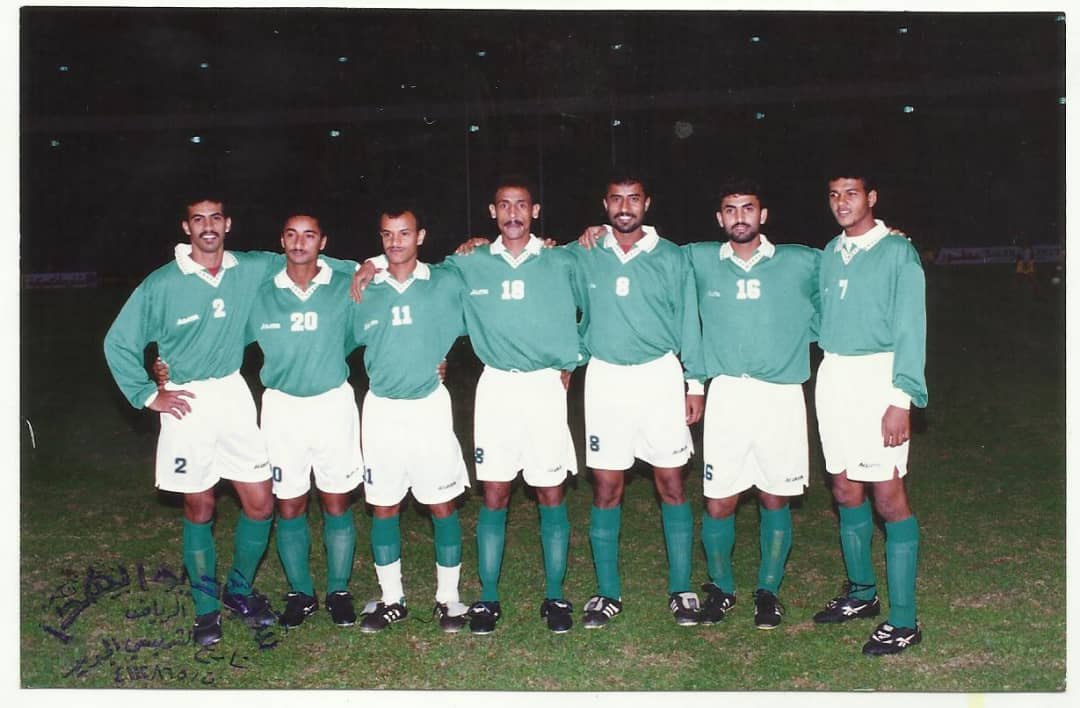
اسعد محمد عبده مع مجموعة من نجوم المنتخب اليمني في الزمن الجميل